# زلزال سولاوسي 2018
زلزال سولاوسي هو زلزال ضرب العمق الإندونيسي وبالتحديد منطقة سولاوسي الوسطى يوم 28 أيلول/سبتمبر من عام 2018. ولقد تسبّب الزلزال في أضرار كبيرة وُصفت بالكارثية أدت إلى تدمير البنية التحتية بالإضافة إلى الخسائر البشرية، بعض البحوث تبيّنَ أنّ مركز الزلزال السطحي يقع في منطقة جبلية تُدعى دونغالا ريجنسي والتي تقعُ على بعدِ 77 كـم (48 ميل) من العاصمة الإقليمية بالو. ولشدّة قوته فقد شعرت مدن ومناطق أخرى بالاهتزاز بما في ذلك ساماريندا في شرق كاليمانتان وأيضا في تاواو بماليزيا. سبقَ هذا الحدث سلسلة من الهزات المُسبقة والتي سجّلت 6.1 درجة على مقياس درجة العزم. في أعقاب كل هذا؛ حذّرت السلطات من إمكانية حصول تسونامي قُربَ مضيق ماكاسار. ولقد ضربَت موجة تسونامي متوسطة شاطئ بالو مما نجمَ عن ذلك تدمير عشرات المنازل والمباني ومقتل ما لا يقل عن 1347 شخصا وإصابة 632 آخرين. وأكّدت الوكالة الإندونيسية للأرصاد الجوية وعلم المناخ والجيوفيزياء (BMKG) أن ارتفاعَ موجة التسونامي يتراوحُ بين 1.5 حتّى 2 متر، وقد ضربت المستوطنات في بالو، دونغالا وماموجو.

## الإعداد التكتوني
تقعُ سولاويسي داخل منطقة نشطة من ناحية التفاعل الزلزالي حيث تتوسط بين قارّة أستراليا من جهة في المحيط الهادئ وبينَ صفيحة الفلبين من جهة ثانية. يعد اليسار الجانبي للمنطقة الأكثر نشاطًا وذلك بسبب كثرة الفوالق فيه.

## الزلزال

### الهزّات المُسبقة
سبقَ الزلزال سلسلة منَ الهزات المسبقة بدءًا من نحو ثلاث ساعات قبلَ حصول «الكارثة».
حصلت الهزات المسبقة في تمام الساعة 15:00 بالتوقيت المحلي ثم ضربَ الزلزال على عمقٍ ضحلٍ بلغت قوته 5.9 درجة على مقياس ريختر. سجّلت وكالة الأرصاد الجويّة الإندونيسية قوة الزلزال في حُدود 6.1 درجة. في البِداية تسبّبَ حطام المنازل نتيجة الزلزال في مقتل شخص واحد وإصابة 10 آخرين بجروح مُتفاوتة الخطورة. في السياق ذاته أكّدت السلطات أن العشرات من الهياكل إما تضررت أو دُمرت بالكامل. بعد عدّة هزات مسبقة وصغيرة شملت جميع أنحاء المنطقة؛ بدأَ السكان المحليين في الشعور ببعضِ الاهتزازات فيما أكّدَ خبراء أن تلك الاهتزازات ناجِمة عن الهزات الارتدادية.

### الهزة الرئيسية
حذرت هيئة المسح الجيولوجي الأمريكية ووكالة الأرصاد الإندونيسية من هزات ارتدادية قد تتبعُ الهزات الأولية. أظهرت آلية تنسيق الزلزال أنّ سبب اشتداد الهزة الرئيسية هوَ الفالق الذي تمركز في الشمال نحوَ الجنوب أو منَ الغرب باتجاه الشرق. أظهرَ مزيدٌ من التحليل الزلزالي الطول الموجي للفالق والذي كان فعلا يتجهُ من الشمال إلى الجنوب.
وقعت الهزّة الرئيسية في تمام السّاعة 18:02 بالتوقيت المحلي وذلك خلال ساعة الذروة المرورية لدرجة أنّ قاطني ساماريندا عاصمة شرق كاليمانتان قد شعروا ببعضِ الارتدادات، ونفس الأمر بالنسبة لساكني جورونتالو التي تقع في الشمال كما شُعرَ به في تاواو بماليزيا. تسبب الهزّ العنيف في انقطاع التيار الكهربائي في جميع أنحاء المنطقة هذا فضلا عن انقطاع خدمة شبكة الإنترنت عن كلّ المنازل. ولقد ذكرت شركة تيلكوسيل المملوكة للدولة أن أكثر من 500 محطة بث قاعديّة قد تضررت من جراء الزلزال. في الوقتِ ذاته أكدت السلطات الإندونيسية انقطاع الاتصالات في المدينة التي ضربها الزلزال، وأن لا أحد كان قادرًا على الاتصال.

## تسونامي
حذرت السلطات الإندونيسية من إمكانية حصول تسونامي في بالو ودونغالا حيث عمدت إلى رسائل نصيّة قصيرة لكل أرقام الهواتف المُسجلة لدَى وزارة الاتصالات والمعلومات. في السياق نفسه؛ توقّعَ سُكان دونغالا ارتفاع موجات تسونامي ما بينَ 0.5 إلى 3 أمتار في حين أن المقيمين في بالو توقعوا موجات تسونامي مع ارتفاع أقل من 0.5 متر. ومع ذلك؛ فقد ضربت الموجات أعلى من المتوقع حيث أغرقت الطابق الثاني في بعض الأحياء. أكد مسؤولون في وقتٍ لاحق أن الأمواج التي ضربت بالو في الواقع قد وصلت إلى ارتفاع 5 متر بل وصلت إحداها إلى 6 متر.

## الأضرار
تسبب الزالزال وتسونامي في وقتٍ لاحق في تدمير مسجد بالكامل في مدينة بالو عاصمة سولاويسي الوسطى، كما انهارَ قسمٌ كبيرٌ في مستشفى المدينة. زادت حدّة الأوضاع بعدما انهارَ مركز تجاري ضخم كان يحتمي بداخله العشرات مما نجمَ عن ذلك موت بعضهم وفقدان آخرين. انهارت كذلك ثماني طوابق في فندق مكتظ بالبشر، فتسبب ذلك في مُحاصرة العديد من نزلاء الفندق بِما في ذلك المشاركين في مهرجان الطيران الشراعي في بالو والذي يُقام سنويًا.
تمّ إغلاق مطار بالو تجنبًا لوقوع كارثة كما تمّ وضع سور عازل على طول 500 مترٍ لحماية المدرج. في الوقت ذاته؛ وبسبب شدّة ما حصل فقد تعطل نظام الملاحة التالفة فيما انهارَ برج مراقبة المطار وتسبب في مقتل أحد العاملين هناك. تماشيًا مع ذلك أكدت السلطات أن العديد من المستوطنات والمناطق السكنية التي يتجاوز عددها الـ 1000 قد دُمرت بالكامل جراء الزلزال والتسونامي. أكد مسؤولون أيضًا على انهيارِ جسر المدينة بالكامل تقريبًا وذلك بعدما ضربهُ الزلزال ثم أعقبهُ بالتسونامي. تضررت الطريق الرابطة بين بالو وماكاسار كما أفادت بعض التقارير حدوث انهيارات أرضية.

## الإصابات
تسببت الهزة الرئيسية التي بلغت 6.1 درجة والتي حصلت في تمام الساعة 15:00 بالتوقيت المحلي في وفاة شخص واحد في حين خلّفت أضرار كبيرة على عشرات المنازل كما أُصيبَ 10 آخرون بجروح متفاوتة. في المساء؛ وبعدما عادت هزّات الزلزال القوية والتي بلغت 7.5 درجة على مقياس العزم حصلت كارثة على مستوى بالو ودونغالا. في صباح يوم 29 سبتمبر/أيلول؛ تأكدت السلطات من مقتل ما لا يقل عن 384 شخصًا وإصابة مئات آخرون. صرّح العديد من المواطنين بعثورهم على جثث عائمة في البحر قبالة سواحل شاطئ بالو.
في 29 أيلول/سبتمبر 2018 أكدت الوكالة الإندونيسية الوطنية للتخفيف من الكوارث أن 48 شخصا قد لقوا حتفهم فيما أُصيب 355 بجروح في حين أن العاملين في مستشفى بالو قد أكدوا على وفاة ما لا يقل عن 80 مشيرين في الوقت ذاته إلى إمكانية ارتفاع هذا العدد. في ظهر 29 أيلول/سبتمبر؛ أفادت التقارير الصحفيّة مقتل 384 شخصًا في بالو وحدها مع تمكن السلطات من تحديد هويّة 56 منهم.

## ردود الفعل
أمر الرئيس الإندونيسي جوكو ويدودو وزيرَ الشؤون الأمنية بتنسيق جهود الإغاثة في المناطق المتضررة كما دعا قائد القوات المسلحة الوطنية الإندونيسية من أجل الاستجابة لحالات الطوارئ. وذُكر أيضًا أن السلطات ستُعلن عن حصول كارثة كبرى في بالو بسبب الزلزال وتسونامي. في المجال ذاته؛ حاولت الحكومة التقليل من وطأة الحدث حيث ناشدت المواطنين بالتزام الهدوء وحثتهم على عدم الذعر والاستجابة للسلطات. ومن المُقرر زيارة جوكو ويدودو والعديد من الشخصيات الأخرى من المسؤولين الحكوميين بما في ذلك رئيس اللجنة الوطنية الإندونيسية للبحث والإنقاذ الوكالة وقائد القوات المسلحة الوطنية الإندونيسية المناطق الأكثر تضررا في 30 أيلول/سبتمبر.